# Chiara Lubich
 (décembre 2016).
Si vous disposez d'ouvrages ou d'articles de référence ou si vous connaissez des sites web de qualité traitant du thème abordé ici, merci de compléter l'article en donnant les références utiles à sa vérifiabilité et en les liant à la section « Notes et références ».
Chiara Lubich (Trente, 22 janvier 1920 - 14 mars 2008, Rocca di Papa) est une militante catholique italienne, fondatrice et présidente du Mouvement des Focolari. Elle promut une nouvelle évangélisation et la fraternité universelle. L'Église catholique a engagé un procès pour sa béatification et la considère depuis comme servante de Dieu.

## Biographie

### Jeunesse
Silvia (elle adopte ultérieurement le prénom de Chiara) Lubich est née à Trente en 1920. Son père, socialiste, perd son travail à cause de ses idées politiques et sa famille tombe dans l'extrême pauvreté. Elle doit donc, très jeune, travailler pour financer ses études à l'université : au début des années 1940, elle devient enseignante dans une école primaire de sa ville natale et s’inscrit à la faculté de philosophie de l’université de Venise.
Le 7 décembre 1943, elle décide de consacrer sa vie à Dieu. Face aux exactions et destructions de la Seconde Guerre mondiale, elle a l'intime conviction que c’est le seul idéal qui ne s’écroule pas. Cette date est le début officiel du Mouvement des Focolari, qui aura un impact spirituel et social à dimension mondiale. À partir de ce moment, le but de sa vie est de réaliser les paroles prononcées par Jésus dans l'Évangile selon Jean, « Que tous soient un », c’est-à-dire, de rassembler tous les hommes dans la fraternité.
La nuit du 13 mai, sa maison est détruite par le bombardement sur Trente. Pendant que sa famille se réfugie dans les montagnes près de chez eux, elle reste à Trente, et avec ses compagnons du focolare, elle essaie de suivre l’Évangile « à la lettre » au milieu des pauvres de sa ville, et pense qu’il s’agit d’une révolution sociale.

### Fondation
En 1948, elle rencontre pour la première fois Igino Giordani au Parlement italien. Député, écrivain, journaliste et père de quatre fils, il sera le cofondateur du mouvement dont il contribuera grandement à développer l'aspect social et spirituel. Pasquale Foresi, dont elle fait la connaissance en 1949, sera le premier prêtre focolarino.
Et c'est en cette même année 1949 qu'elle dira qu'après avoir renouvelé sa relation avec Igino Giordani devant Dieu, elle serait allée de son vivant au Paradis et en Enfer. Elle y serait ensuite allée regulièrement, période qu'elle a ensuite nommé "le Paradis 49" 
En 1956, elle forme les « Volontaires de Dieu », qui sont des personnes se consacrant aux activités les plus variées dans la politique, dans l'art, dans la religion ou l'économie, dans le but de répandre la fraternité dans la société. Le Mouvement "Gen" (Génération Nouvelle), formé dix ans plus tard, s'adresse quant à lui spécifiquement aux jeunes auxquels il propose « une vision radicale de l'Évangile ».

### Économie de communion

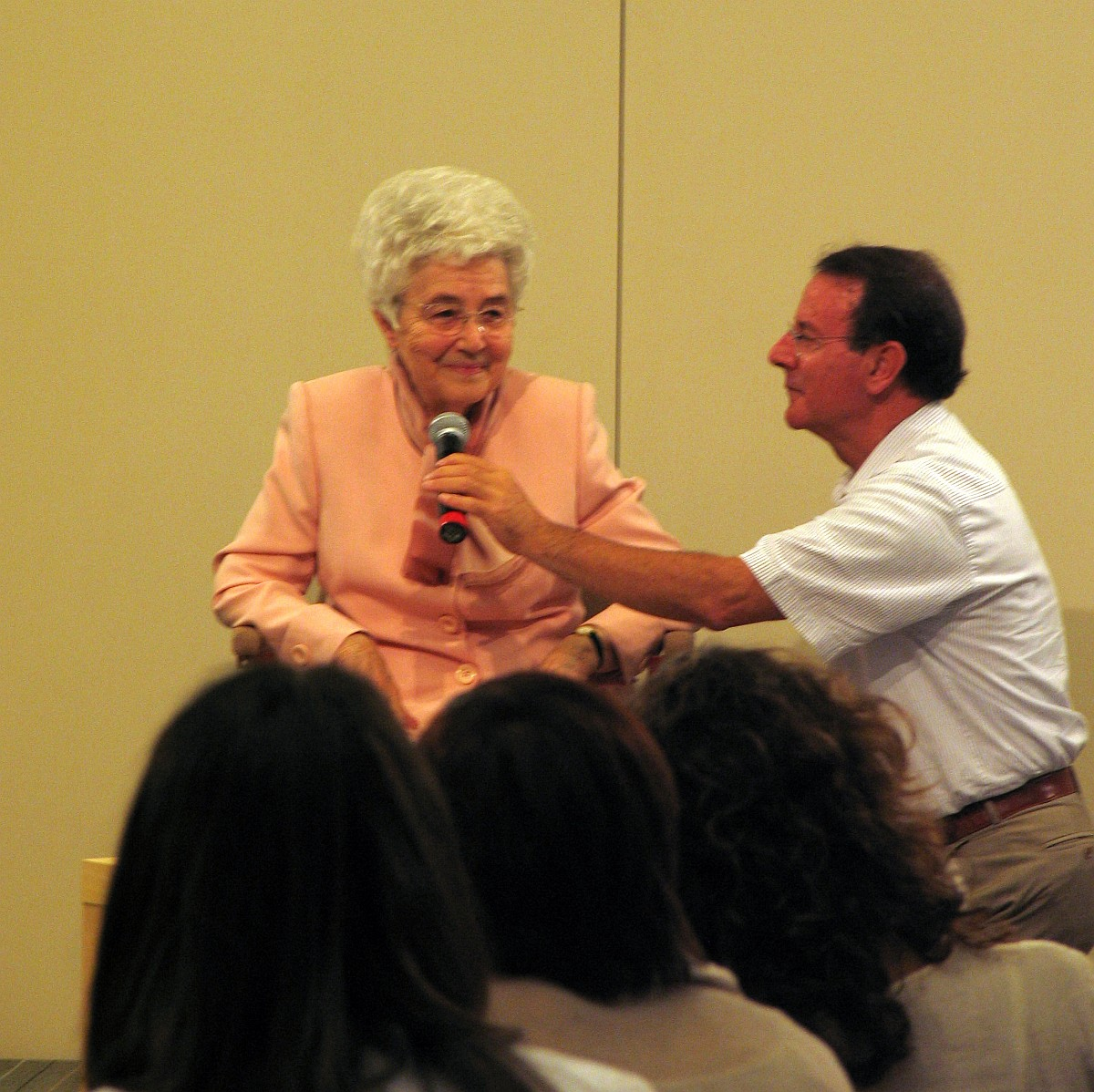
Chiara Lubich en 2004

En 1991, alors qu'elle est en visite au Brésil, Chiara Lubich constate que les pratiques de partage des membres du mouvement ne suffisent pas aux immenses besoins des personnes animées par leur esprit de fraternité ; elle propose de créer ou de développer des entreprises qui partageront une part de leurs bénéfices, et donneront la priorité à la relation, tendant à la réciprocité et à la communion. Cette initiative devient par la suite l'économie de communion.

### Maladie et mort
Hospitalisée le 2 novembre 2006, elle reçoit le 7 du même mois une lettre du pape Benoît XVI lui disant sa bénédiction et l'assurance de sa prière.
Le 10 mars 2008, Chiara Lubich est accueillie d'urgence à l'hôpital Gemelli de Rome pour de graves difficultés respiratoires. À son chevet, elle reçoit une lettre personnelle du pape Benoît XVI et la visite du Patriarche œcuménique de Constantinople Bartholomée Ier (à Rome à l'occasion de sa rencontre avec le pape au Vatican). Le 13 mars 2008, elle demande et obtient une décharge pour rentrer à sa maison de Rocca di Papa où elle meurt sereinement le lendemain, à l'âge de 88 ans,. Ses funérailles sont célébrées par le Cardinal Bertone.

## Distinctions
À partir de la seconde moitié des années 1990 pour élargir son image de mouvement spirituel catholique à celle d'une organisation internationale humanitaire, et afin  d'accroître son influence dans la société civile, la fondatrice du Mouvement des Focolari a été désignée, avec l'appui d'amis influents de l'organisation, pour de nombreuses distinctions :
- Prix Templeton, 1977, Londres.
- Prix UNESCO de l'éducation pour la paix, 1996, Paris.
- Prix européen des droits de l'homme, 1998, Conseil de l'Europe à Strasbourg.

En outre, elle a reçu de nombreux doctorats honoris causa (en théologie, philosophie, psychologie, etc.) dans différentes universités européennes, sud-américaines et asiatiques.

## Procès de béatification

### Procédure
Maria Voce, présidente des Focolari, annonçait, le 7 décembre 2013, qu’elle demandait l’ouverture de la cause de béatification de Chiara Lubich auprès de l’évêque de Frascati, Mgr Raffaello Martinelli ; l’ouverture est fixée le 27 janvier 2015. L'enquête diocésaine récoltant les témoignages sur sa vie se clôture le 10 novembre 2019, puis est envoyée à Rome pour y être étudiée par la Congrégation pour les causes des saints. Si les différentes commissions jugent dignes de sainteté les éléments de sa vie, elle pourrait être déclarée vénérable.

### Critiques des écrits de la fondatrice
Certains écrits de Chiara Lubich soulèvent des critiques et des interrogations. Des éléments de son discours semblent prêter à la justification d'abus spirituels : « Il n’y a pas d’Unité, sinon là où il n’existe plus de personnalité » ou plus encore des extraits d'une lettre du 23 novembre 1950 : « Chaque âme des Focolari doit être une expression de moi et rien d’autre. Ma Parole contient toutes celles des Focolarines et des Focolari. Je les synthétise tous. Lorsque j’apparais ainsi ils doivent donc se laisser générer par moi, communier avec moi. Moi aussi, comme Jésus, je dois leur dire : 'Celui qui mange ma chair...'. Pour vivre la Vie que Dieu leur a donnée, ils doivent se nourrir du Dieu qui vit dans mon âme. Leur attitude devant moi doit être un rien d’amour qui appelle mon amour. »

## Filmographie
- A l'occasion du centenaire de sa naissance, Rai 1 diffuse en janvier 2021 Chiara Lubich - L'amore vince tutto de Giacomo Campiotti.